# Staatsschuldenquote in Österreich
Die Staatsschuldenquote Österreichs gibt das Verhältnis zwischen den österreichischen Staatsschulden einerseits und dem österreichischen nominalem Bruttoinlandsprodukt andererseits an.

## Entwicklung in den letzten Jahren
Die Staatsschuldenquote Österreichs stieg aufgrund der Finanzkrise zwischen 2008 und 2013 an. Entsprach die Staatsverschuldung von 180,5 Mrd. Euro Ende 2008 einer Staatsschuldenquote von 63,8 %, so erreichte die Staatsschuldenquote Ende 2013 angesichts eines Schuldenstandes von dann inzwischen 233,3 Mrd. Euro einen Wert von 74,5 %. Wegen der Krise um den Bankkonzern Hypo Alpe Adria sowie einer statistischen Neuberechnung des Bruttoinlandsproduktes stieg die Staatsschuldenquote Österreichs bis Ende 2014 auf deutlich über 80 % an.
Zum Ende des 1. Quartals 2016 lag die österreichische Staatsschuldenquote gemäß Eurostat bereits bei 86,9 % bei einem auf 295,5 Mrd. Euro gestiegenen Schuldenstand. Damit liegt sie unterhalb der durchschnittlichen Quoten für die Eurozone (91,7 %), aber leicht oberhalb der für die Europäische Union (84,8 %, jeweils zum 31. März 2016).

## Prognostizierte Entwicklung
Der Internationale Währungsfonds geht davon aus, dass die Staatsschuldenquote Österreichs bis Ende 2019 bei einem Schuldenstand von dann 271,3 Mrd. Euro auf 71,8 % zurückgeht. Damit würde Österreich das Maastricht-Kriterium von höchstens 60 % weiterhin verfehlen.